# Харківська міська офтальмологічна клінічна лікарня імені Л. Л. Гіршмана

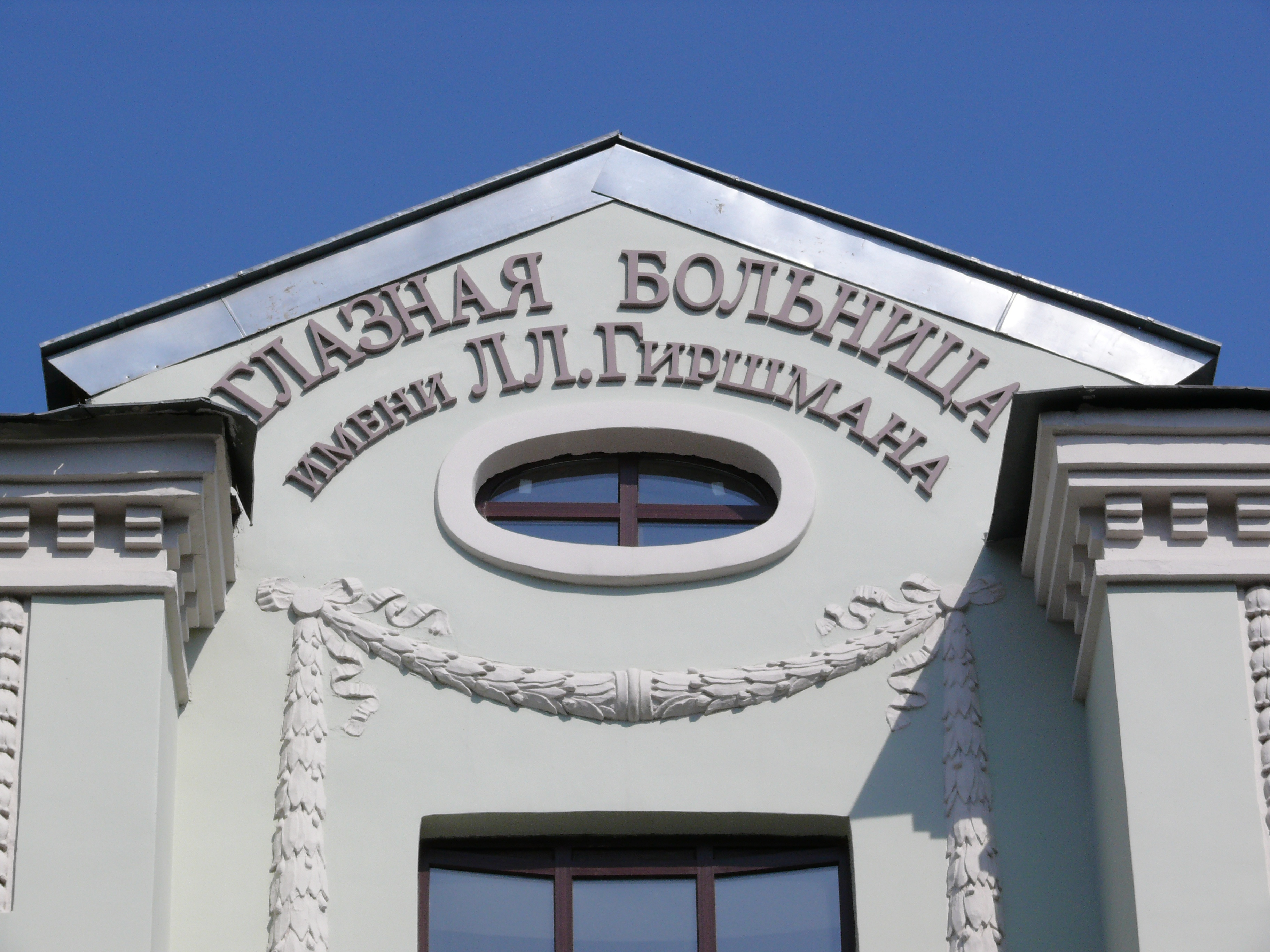
Харківська міська офтальмологічна клінічна лікарня імені Л. Л. Гіршмана

Харківська міська офтальмологічна клінічна лікарня імені Л. Л. Гіршмана — перша офтальмологічна лікарня у м. Харкові.

## Історія
Перша Харківська міська офтальмологічна клінічна лікарня заснована 25 березня (7 квітня) 1908 року. Розташовувалася вона в малопристосованому орендованому приміщенні на околиці Харкова і мала всього 10 ліжок. Своєю появою і сучасною назвою клініка зобов'язана видатному вченому-офтальмологу, хірургу Леонарду Гіршману. Завдяки лікарській діяльності вчений посів особливе місце в історії вітчизняної офтальмології. За 61 рік лікувальної практики Леонард Гіршман, за підрахунками його учнів, прийняв близько 1 мільйона хворих. До нього їхали хворі з усіх кінців Росії і з-за кордону. Його запрошували на консультації до європейських країн.
У 1908—1912 роки відбулось збільшенням кількості амбулаторних і стаціонарних пацієнтів. Відтак у 1912 році для клініки було побудовано нову велику будівлю в Нагірному районі міста. Проект будівлі був виконаний безкоштовно архітектором Л. К. Тервеном за участю професора Л. Л. Гіршмана. У лікарні налічувалось 65 ліжок (з них 30 ліжок на прохання професора Л. Л. Гіршмана, надавалися безкоштовно малозабезпеченим пацієнтам).
У 1913 році в лікарні працювало 5 лікарів, 3 фельдшери, 11 осіб молодшого медичного персоналу.
У роки Першої світової війни на базі лікарні було розгорнуто військовий шпиталь на 25 ліжок для надання спеціалізованої офтальмологічної допомоги військовим з пораненнями очей.
В перші післяреволюційні роки структура лікарні складалася з стаціонарного відділення на 90 ліжок та амбулаторії. У 1920 році було відкрито аптеку. Також з 1920 року на базі лікарні працювала друга очна клініка Харківського медичного інституту, яку очолював професор Є. П. Браунштейн.
У 1921 році при лікарні було організовано курси удосконалення лікарів (навчалось одночасно до 30 осіб). Лекції на курсах читали професора П. М. Барабашов, Є. П. Браунштейн, П. П. Прокопенко та ін. У цей же період в лікарні навчалися за спеціальною програмою санітари і доглядальниці (до 70 осіб одночасно).
У 1921 році лікарню було перейменовано в 11 Радянську очну лікарню ім. професора Л. Л. Гіршмана. Штат лікарні в період 1920—1927 років складався з 45-48 чоловік, у тому числі 5 лікарів.
У 1928 році організовано ряд спеціальних лабораторій і кабінетів, клініко-діагностичну лабораторію.
1 вересня 1930 наказом Народного Комісаріату Охорони здоров'я УРСР 11 Радянську очну лікарню ім. професора Л. Л. Гіршмана було реорганізовано в Український науково-дослідний інститут офтальмології.
У роки Другої світової війни робота інституту була припинена, а приміщення — зруйновано.
Відновлено роботу восени 1943 року.
У 1946—1965 роках Українським НДІ очних хвороб ім. професора Л. Гіршмана керував І. І. Меркулов — нейроофтальмолог, член-кореспондент АМН СРСР, професор. Під його керівництвом НДІ очних хвороб ім. Л. Гіршмана став першим в СРСР науково-дослідним закладом, який безпосередньо почав займатися комплексним вивченням питань нейроофтальмології.
Після реорганізації інституту в 1965 році гідним продовжувачем традицій стали колективи кафедри очних хвороб Харківської академії післядипломної освіти лікарів і офтальмологічної клінічної лікарні № 14 ім. Л. Гіршмана.
У 1989 році на базі лікарні відкрито Мікрохірургічний центр.
Протягом 1996—2002 років у стаціонарі клініки було надано допомогу 60 тис. хворим, амбулаторно — більш ніж 300 тис. людей, проведено 35 тис. операцій.

## Сучасний період
Лікарня № 14 ім. Л. Л. Гіршмана, має 5 стаціонарних мікрохірургічних відділень (320 ліжок), поліклінічно-консультативне відділення, лазерний центр, цілодобовий центр невідкладної допомоги. Росте професійна майстерність хірургів. Виросло нове покоління офтальмологів, яке працює за європейськими стандартами організацій офтальмологічної служби.
Безумовним досягненням колективу лікарні за останні роки є впровадження таких нових методів лікування, як ультразвукова факоемульсія катаракти з імплантацією штучного кришталика, лазерні операції при глаукомі, катаракті, діабетичній ретинопатії, відшаруванні, судинних захворюваннях сітчатки, щадних технологій хірургії глаукоми.